# Маршан, Феликс Габриэль
Фели́кс Габриэ́ль Марша́н (фр. Félix-Gabriel Marchand; 9 января 1832, Сен-Жан-сюр-Ришелье — 25 сентября 1900, Квебек) — квебекский журналист, писатель, нотариус и политик, премьер-министр Квебека от Либеральной партии Квебека с 27 мая 1897 по 25 сентября 1900 г., когда умер, находясь в должности. Отец известной журналистки-феминистки Жозефины Маршан-Дандюран.

## Биография
Сын франкофона-католика и шотландки англиканского вероисповедания. В детстве учился в англоязычных школах, поэтому второй родной французский освоил лишь к 11 годам. Благодаря своей двуязычности стал известным журналистом и писателем. В частности, в течение многих десятилетий был неизменным колумнистом газеты Le Canada Français. Освоил профессию нотариуса и находился в этой должности 45 лет, не оставляя при этом журналистско-писательское ремесло.
Избран в Законодательное собрание Квебека в ходе выборов 1867 г. и сохранял депутатское место до самой смерти, неизменно переизбираясь. В1878 г. вошёл в состав правительства Жоли де Лотбиньера в должности провинциального секретаря. В 1887 г. новый премьер-министр Квебека Оноре Мерсье назначил его председателем Законодательного собрания. С 1892 по 1897 г. был лидером оппозиции, и выиграл выборы 1897 г. как глава Либеральной партии Квебека.
В должности премьера попытался образовать министерство образования в 1898 г. В то время образование в Квебеке находилось целиком в руках католической церкви. Законопроект был одобрен нижней палатой, но отвергнут верхней, Законодательным советом Квебека. Лишь в 1964 г., в ходе «тихой революции», в Квебеке удалось создать министерство образования.
Находился в должности до самой смерти в 1900 и был первым в истории Квебека премьером, умершим в должности. Похоронен на кладбище Нотр-Дам-де-Бельмон в г. Квебек.
Также был известен как автор стихотворений и драматических произведений, в том числе либретто оперы.